# Kanzel (Saintes)

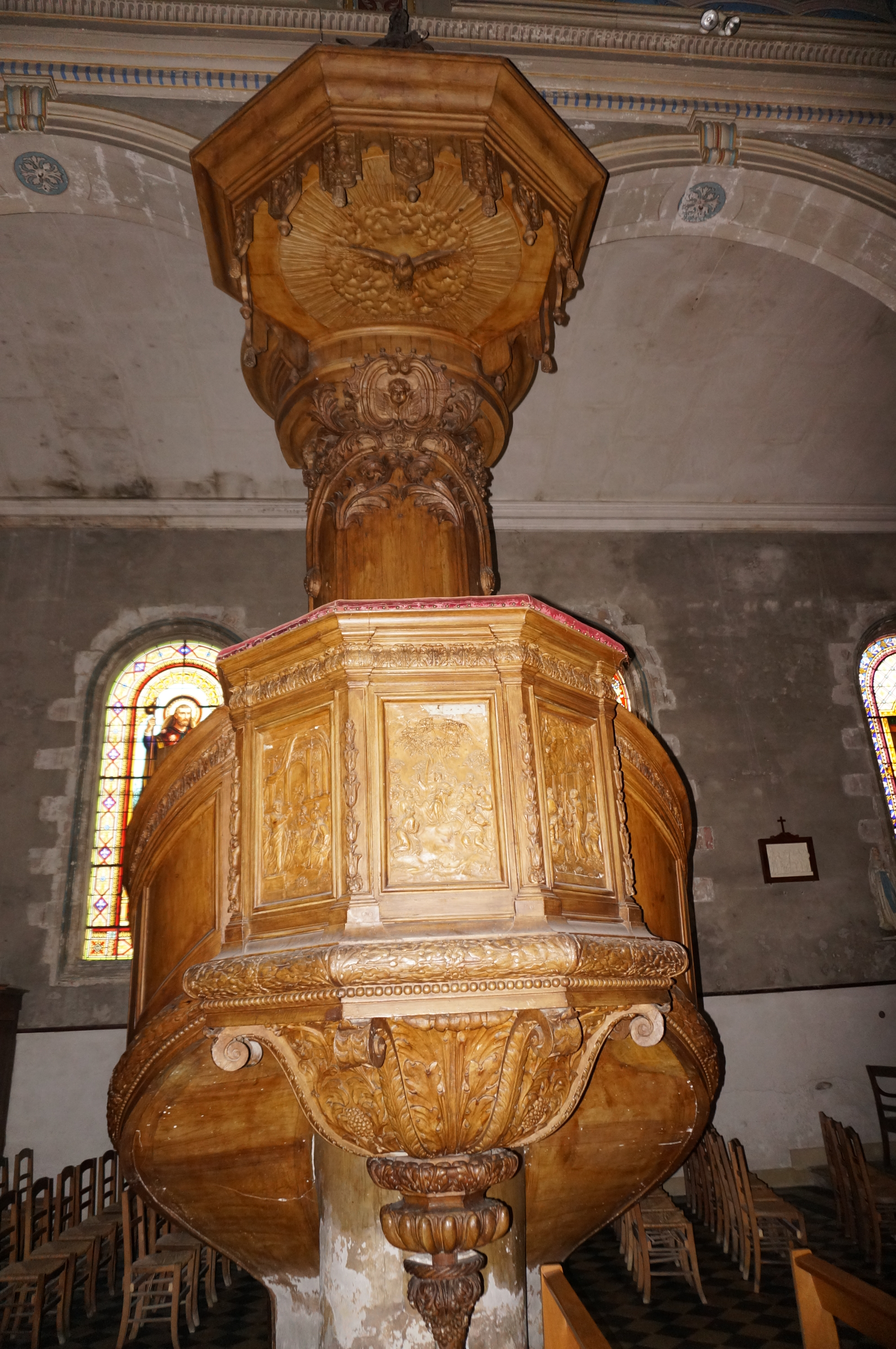
Kanzel in Saintes

Die Kanzel in der Kirche St-Vivien in Saintes, einer französischen Stadt im Département Charente-Maritime der Region Nouvelle-Aquitaine, wurde im 19. Jahrhundert geschaffen. Die Kanzel aus Holz wurde 1994 als Monument historique in die Liste der geschützten Objekte (Base Palissy) in Frankreich aufgenommen.
Der Kanzelfuß ist mit Schnitzereien in floraler Form versehen und an der Kanzelwand sind Reliefs mit Szenen aus dem Neuen Testament zu sehen. 
Der Schalldeckel wird von einem Engel bekrönt. An der Unterseite ist eine Heiliggeisttaube angebracht.